# Staraja Toropa
Staraja Toropa – osiedle typu miejskiego w Rosji, w obwodzie twerskim, w rejonie zapadnodwińskim. W 2010 roku liczyło 1995 mieszkańców.
Znajduje się tu stacja kolejowa Staraja Toropa, położona na linii Moskwa - Siebież.